# Piper cernuum
Piper cernuum là một loài thực vật có hoa trong họ Hồ tiêu. Loài này được Vell. miêu tả khoa học đầu tiên năm 1829.